# Fjallið (Strendur)
Fjallið (Strendur) è una montagna alta 483 metri sul mare situata sull'isola di Eysturoy, nell'arcipelago delle Isole Fær Øer, in Danimarca.